# Shub-Niggurath (Band)
Shub-Niggurath (auch Shub Niggurath) war eine französische experimentelle Zeuhl-Band, die 1983 gegründet und nach einer Gottheit des Cthulhu-Mythos benannt wurde.

## Bandgeschichte
Die Band nahm zunächst ein Demo auf, ihr Debütalbum folgte im Jahr darauf bei Musea. Shub-Niggurath erhielten für ihren düsteren, von Zeuhl und AvantProg beeinflussten Stil positive Kritiken. Anschließend trugen sie zu einigen Samplern bei, z. B. zu Museas Enneade als Hommage an Magma.
Ende der 1980er Jahre verließen Coulaud, Fromy und Stewart die Band; Michel Kervinio, Edward Perraud, Sylvette Claudet und vorübergehend Jean-Pierre Lourdeau stießen hinzu. Nach einem Livealbum und einem weiteren Studioalbum starb Ballaud 1995, was das Ende der Band bedeutete. Einige Jahre später brachten Musea und Soleil Zeuhl noch ältere Aufnahmen auf den Markt.

## Diskografie
- 1986: Les morts vont vite
- 1989: Live
- 1991: C’étaient de très grands vents
- 2003: Testament (Aufnahmen von 1994)
- 2009: Introduction (Aufnahmen von 1985)